# Вятский государственный университет
ФГБОУ ВО «Вятский государственный университет» (ВятГУ) — крупнейшее высшее учебное заведение в городе Кирове, Кировская область. Входит в число 33 опорных университетов страны.
Лучший вуз Приволжского федерального округа по версии RAEX. Занимает 39 место в Национальном рейтинге университетов по параметру «Образование».
Свою историю отсчитывает с 1914 года, в 2001 году университету присвоен статус классического.
Университет насчитывает 8 институтов, объединяющих 13 факультетов и 65 кафедр.

## История
Нынешний Вятский университет был образован путем слияния ВятГУ и ВятГГУ в 2016 году. ВятГУ изначально позиционировался как политехническое заведение, а ВятГГУ как гуманитарное-педагогическое. Гуманитарный университет имеет более богатую историю, его путь начинается в начале XX столетия.

### История гуманитарно-педагогического института

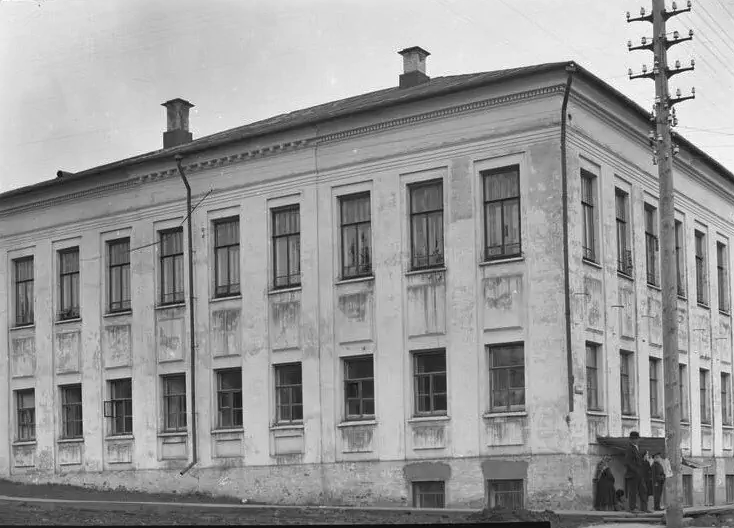
Первое здание Педагогического института

В 1911 году среди земских деятелей появилась идея создания учительского института в Вятке. В 1913 году губернское земское собрание поддержало данную инициативу.
В результате с 1 июля 1914 года начал работу Вятский учительский институт. В институт было зачислено 29 человек. При институте в то время находилось 4 преподавателя. В первом учебном году были созданы физический и естественно-исторический кабинеты, а также библиотеки: фундаментальная и ученическая.

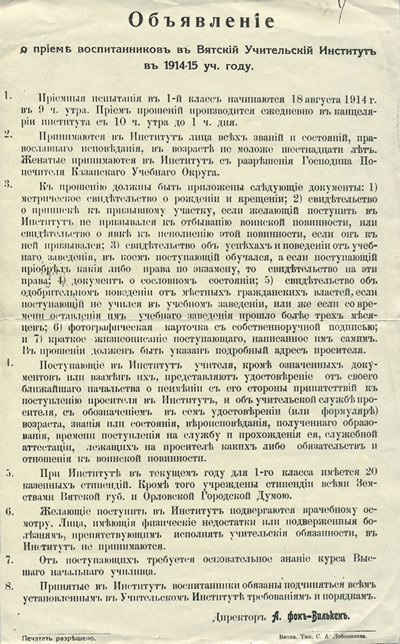
Объявление о приеме воспитанников в Вятский Учительский Институт, 1914 год

Положение института усугубилось начавшейся Первой мировой войной. В начале марта 1917 года учащиеся всех трех курсов института выдвинули требования, состоявшие из 16 пунктов, в том числе: отменить «Правила», выработать новые правила и ввести их после одобрения учащимися, разрешить представителям от учащихся участвовать в педагогическом совете с правом решающего голоса и т. д. Педагогический совет института вынужден был принять большинство требований. По настоянию учащихся был освобожден от занимаемой должности директор института фон-Вилькен. Кроме того учащиеся выдвинули требование о досрочном окончании учебного года, мотивируя его дороговизной жизни и желанием принять участие в полевых работах. Это требование было также удовлетворено: учебный год был досрочно закончен в марте. Состоялся первый и последний выпуск Вятского учительского института в лице 15 человек.

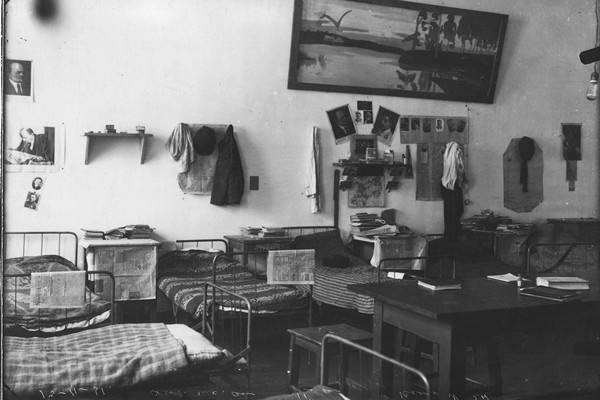
Комната в общежитии юношей-студентов Вятского педагогического института. Фото 1920-х годов

В 1918 году Вятский учительский институт преобразован в высшее учебное заведение — Педагогический институт. Значительно пополнился преподавательский состав, достигнув 15 человек. Для студентов 1 и 2 курсов было создано 4 цикла: физико-математический, биологический, социально-исторический и литературно-художественный. 
В 1921 году состоялась встреча коллектива института с председателем ВЦИК М. И. Калининым в ходе его поездки в Вятку.
По просьбам преподавательского и студенческого состава в 1922 году с личного согласия В. И. Ленина институту присвоено имя лидера революции.
В 1923 году в ведение института передаётся национализированный городской ботанический сад.
В 1928 году перед преподавателями и студентами в институте выступил Владимир Маяковский.
В 1934 году значительно расширяется количество факультетов института, были образованы исторический, физико-математический, русского языка и литературы, естествознания, географический факультеты. В связи с переименованием города институт сменил название с Вятского на Кировский.
В начале Великой Отечественной войны институт был эвакуирован в Яранск, где продолжал свою работу. После войны институт вернулся в Киров.

### История политехнического института
В 1955 году коллектив завода имени Лепсе под представительством главного инженера завода Александра Саввича Большева задумался о необходимости увеличения количества техников и инженеров в городе для повышения технологического процесса на заводе.
«Для ускорения дела необходимо было создание в Кирове своего высшего учебного заведения соответствующего профиля» — вспоминал Александр Саввич Большев.
Александр Саввич Большев донес мысль до областных органов власти. В результате в 1955 году в Кирове при заводе Лепсе открылся Учебно-консультационный пункт Всесоюзного заочного энергетического института (ныне — МИРЭА). Новый институт областные и союзные органы власти открывать не желали, ограничиваясь созданием УКП. Однако уже в 1957 году УКП был реорганизован в Кировский филиал Всесоюзного заочного энергетического института.
Главная функция филиала была готовить инженеров энергетических специальностей. В филиале был открыт первый в стране общетехнический факультет с формой обучения без отрыва от производства. Круг специальностей значительно расширился: готовятся специалисты по машиностроению, счетно-решающим приборам, промышленному и гражданскому строительству.
За достигнутые успехи общетехнический факультет в 1961 году был участником ВДНХ.
В марте 1963 года был основан самостоятельный Кировский заочный политехнический институт. В структуру новорожденного института вошли четыре факультета: электротехнический, электрофизический, машиностроительный и инженерно-строительный, общетехнический. Ректором был назначен Петр Захарович Мосунов. В 1968 году было открыто очное отделение института.
После распада Советского Союза, институт постепенно присоединяется к болонской системе. В 1992 году в институте была открыта аспирантура, в 1996 году докторантура, а уже в 2002 году магистратура. В 2001 году университету присвоен статус классического.

### Объединённый университет

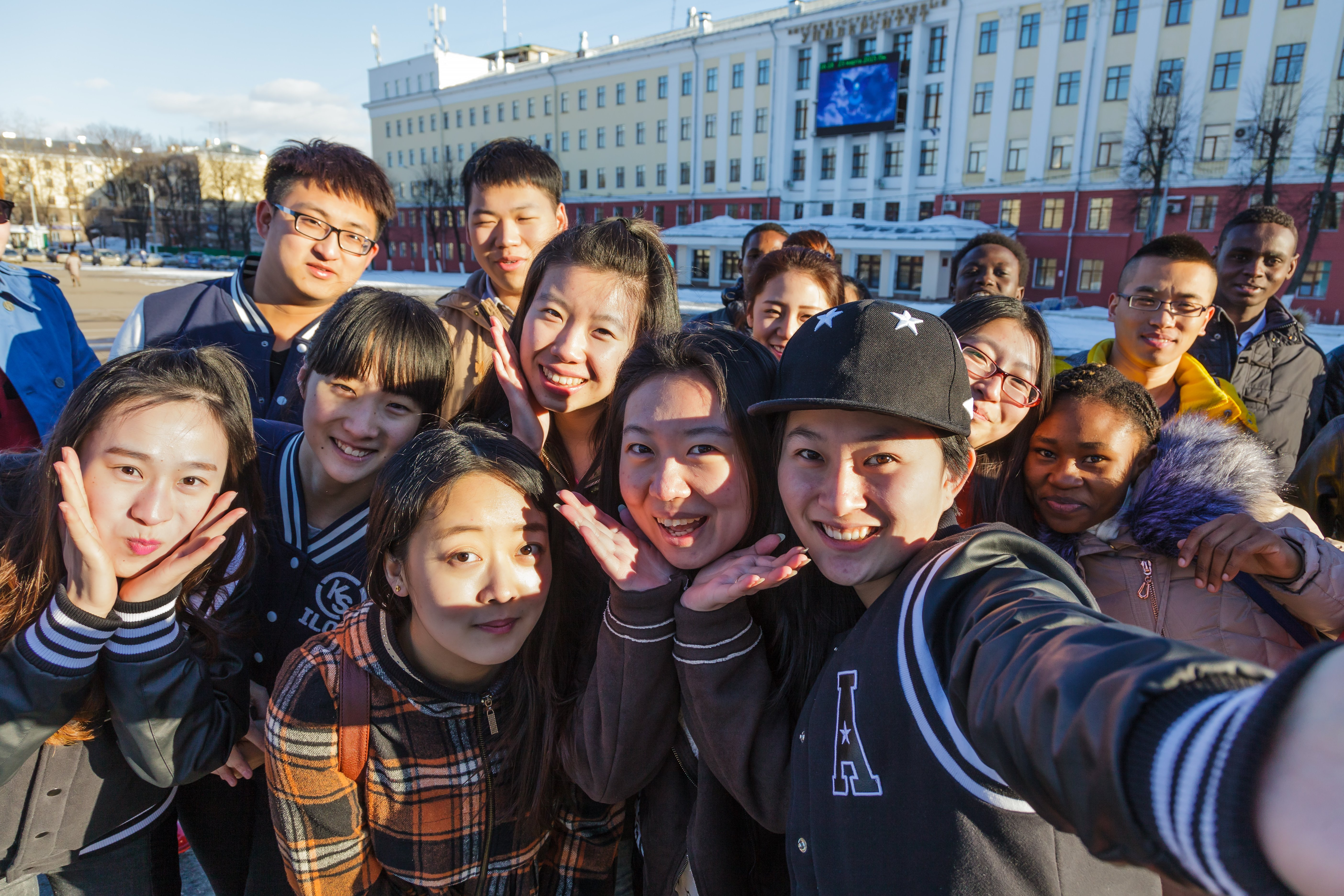
Иностранные студенты ВятГУ

В 2015 году университет подал заявку на участие в программе по формированию опорных университетов. В связи с этим с целью создания эффективной деятельности университета, создания базы формирования профессиональных кадров для региона произошло объединение ВятГУ и ВятГГУ. В 2016 году ВятГУ присвоено звание опорного университета.
В 2016 году было подписано соглашение между ВятГУ и Университетом Хэйхэ (Китай) по созданию новых образовательных программ для студентов.
В 2017 году произошло открытие учебно-методического центра по обучению инвалидов и лиц с ограниченными возможностями здоровья. Были созданы рабочие места для студентов с нарушением зрения и слабовидящих.

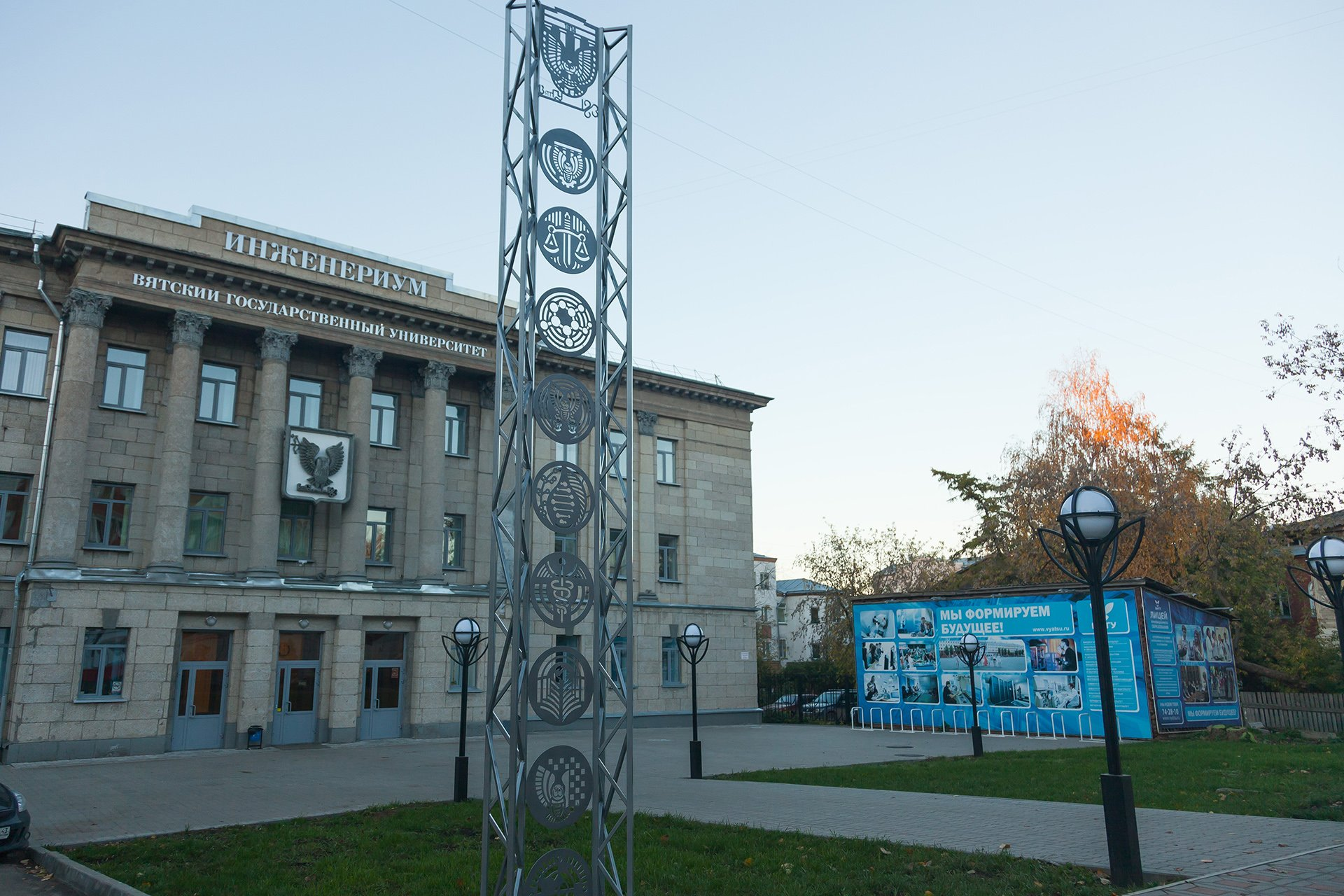
Инженериум университета

В последние годы Университет активно вкладывается в создание условий для обучения высококлассных инженеров и технических специалистов, создания новых технологий. Так был создан Инжиниринговый центр ВятГУ, на базе которого стало возможно создание новых технологий, приборов и устройств. Был запущен современный комплекс металлообрабатывающего оборудования, был открыт Лазерный центр, совместно с МТС на базе университета была открыта экспертная телеком-лаборатория. В 2019 году Университет открыл лабораторию информационной безопасности с образовательным кейсом от крупнейшей в России компании «InfoWatch», специализирующейся на кибербезопасности.
В 2019 году на базе одного из корпусов Университета была создана площадка для проведения общегородских и федеральных форумов и дискуссий. С 2021 года Университет является участником программы государственной поддержки и развития университетов — «Приоритет 2030».
В 2024 году началась подготовка к строительству кампуса международного уровня, который будет включать в себя конгресс-холл, технопарк и инженерную школу, исследовательские центры по водородной энергетике, биопроцессингу, архитектуре и фиджитал центр.

## Рейтинги

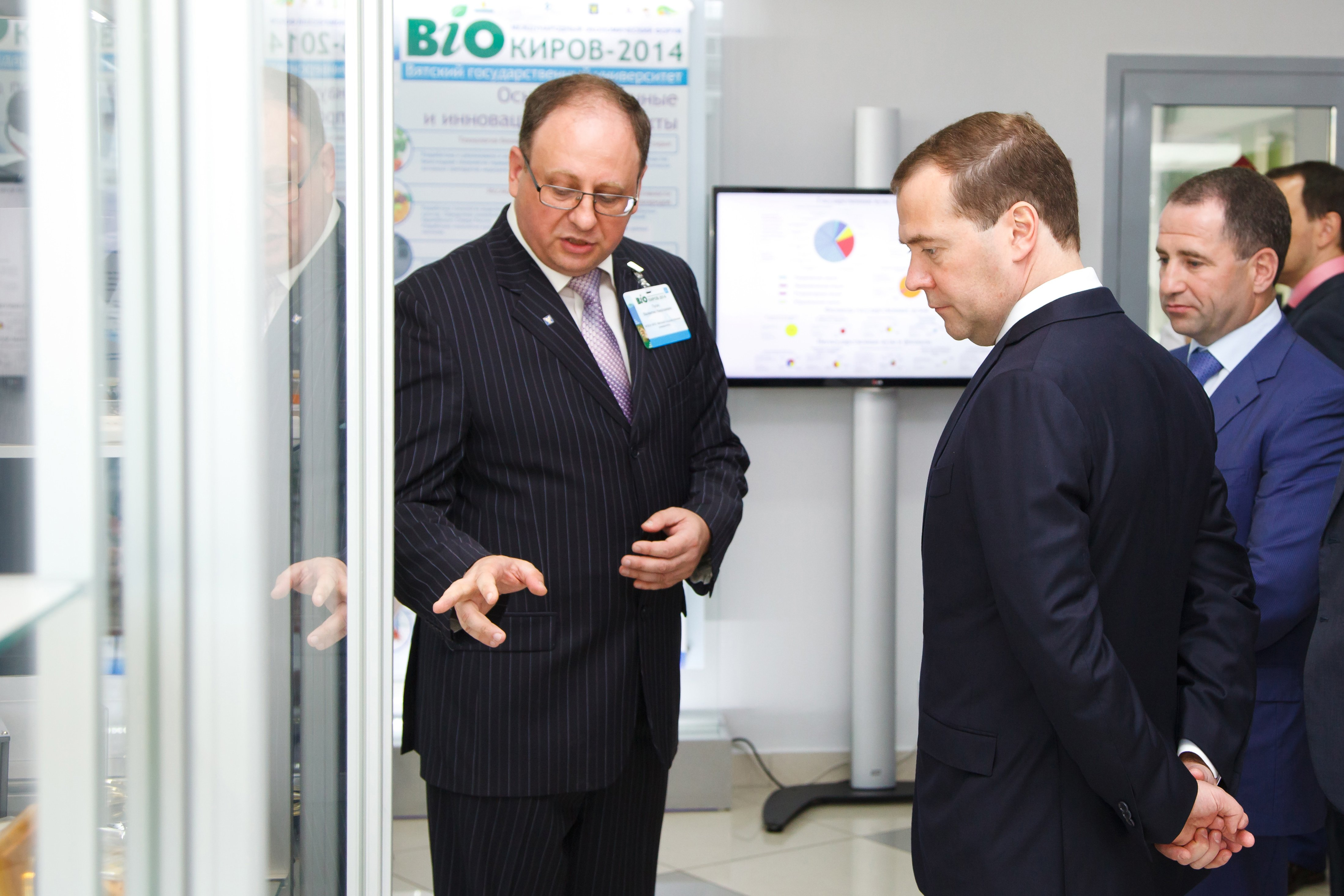
Дмитрий Медведев на открытии Биофорума в ВятГУ

По версии «Национального рейтинга университетов» ВятГУ занимает — 19-21 позицию по уровню образования в 2023 году (в 2015 году — 103)
В 2023 году признан лучшим вузом Приволжского федерального округа по версии RAEX
Согласно «Рейтингу востребованности вузов в РФ» — 39 место
В 2020 году вуз занял 71 позицию вузов России, принимавших участие в Международном рейтинге образовательных учреждений Webometrics Ranking of World Universities. С 2016 года Вятский государственный университет среди российских вузов поднялся на 176 позиций.
В 2017 году ВятГУ был признан победителем конкурса Минобрнауки России и получил статус «Университетского центра инновационного, технологического и социального развития региона»
В 2019 и 2020 годах университет был признан одним из победителей конкурса Минобрнауки России на предоставление грантов в рамках реализации федерального проекта «Новые возможности для каждого». В соответствии с условиями конкурса в декабре 2019 и 2020 года проведено обучение более чем 2000 представителей вузов и работодателей
В 1999 г. ВятГТУ за высокий профессионализм в подготовке научных и производственных кадров и фундаментальные исследования в науке получил приз «Золотой орёл», Франция.
В 2017 году ВятГУ стал ассоциированным партнёром] Союза «Молодые профессионалы (WorldSkills Russia)».
В 2019 году Университет вошёл в число лучших российских вузов в предметном рейтинге научной продуктивности аналитического центра «Эксперт».

## Структура

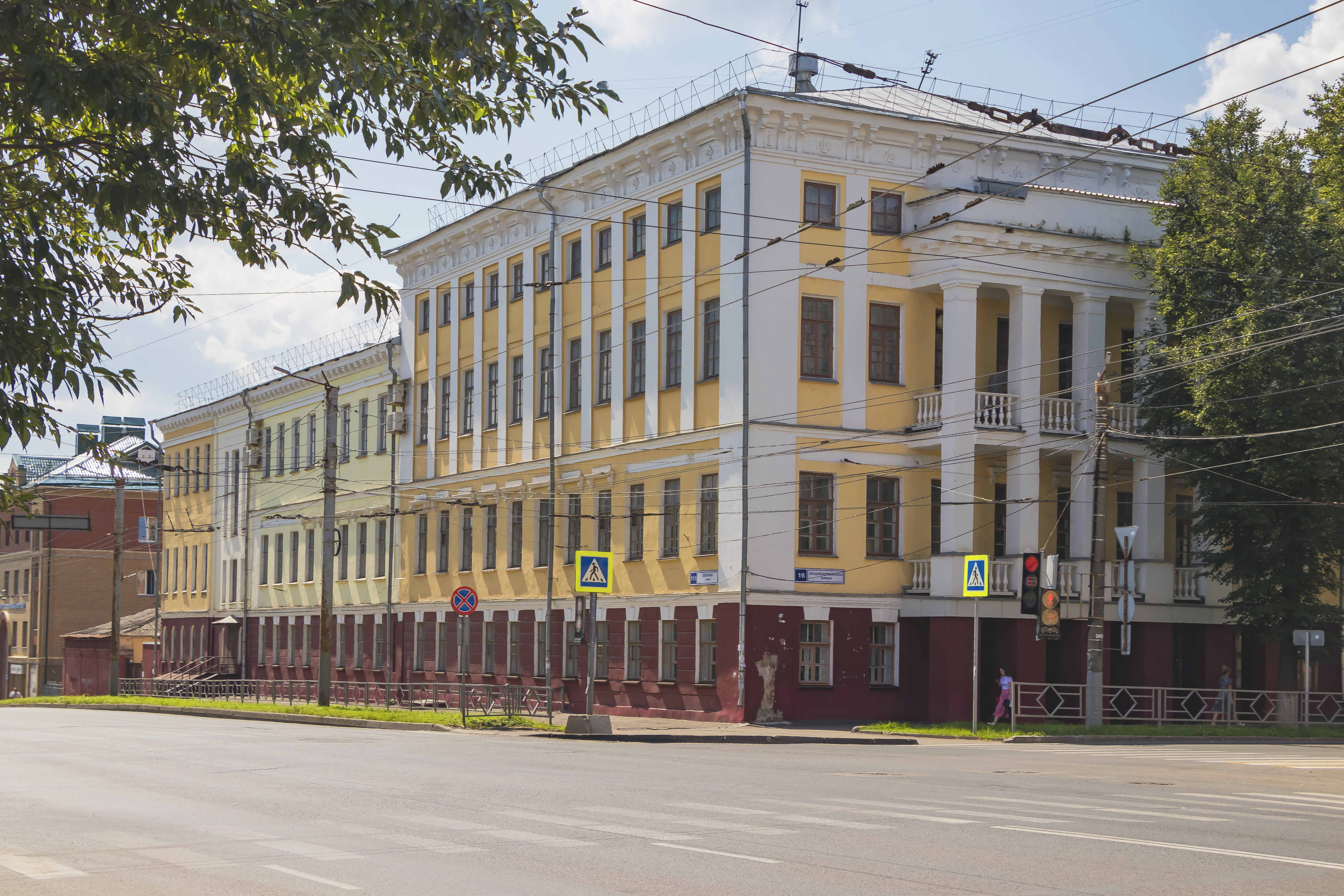
Корпус на Красноармейской

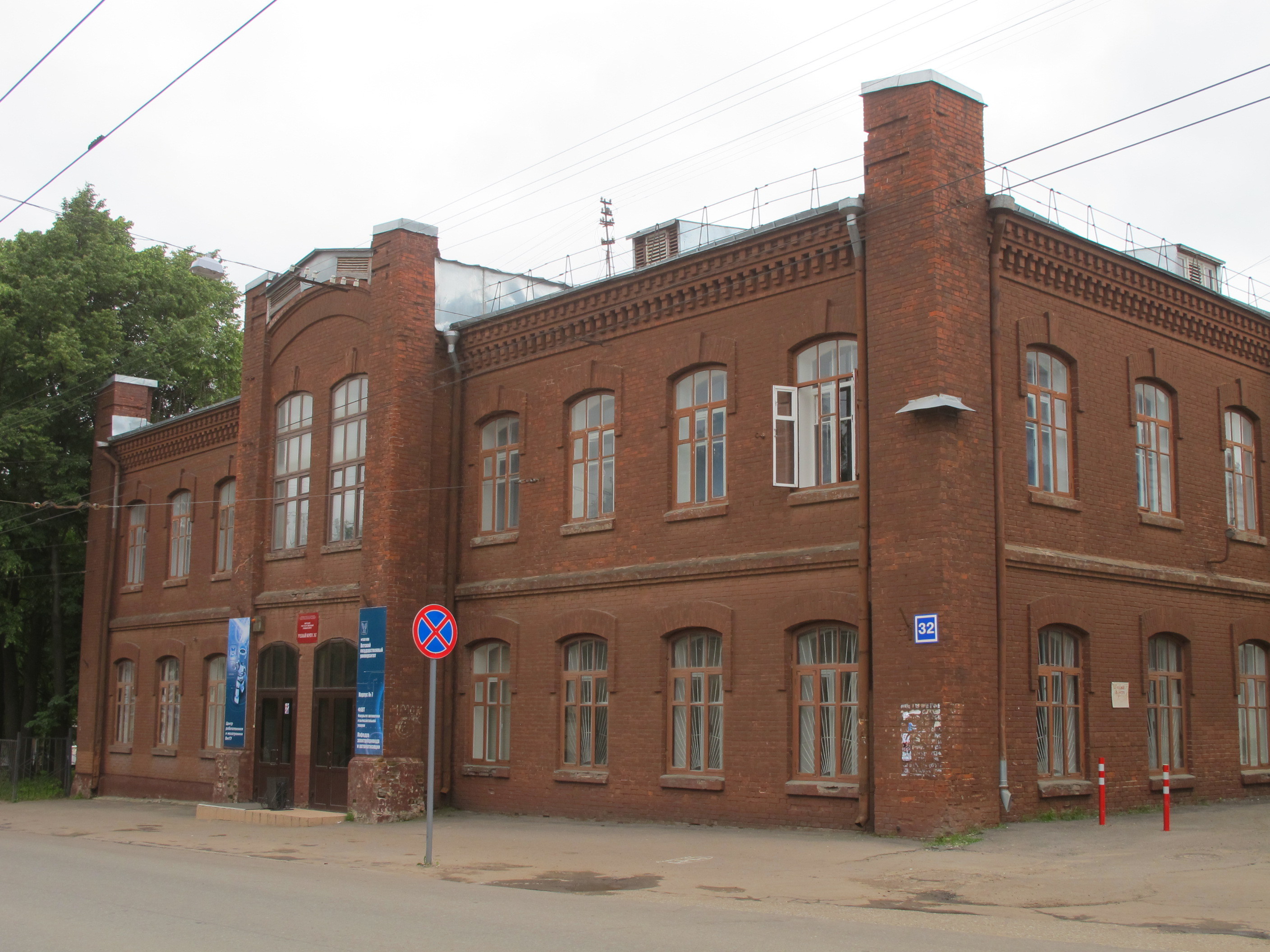
Корпус на Преображенской

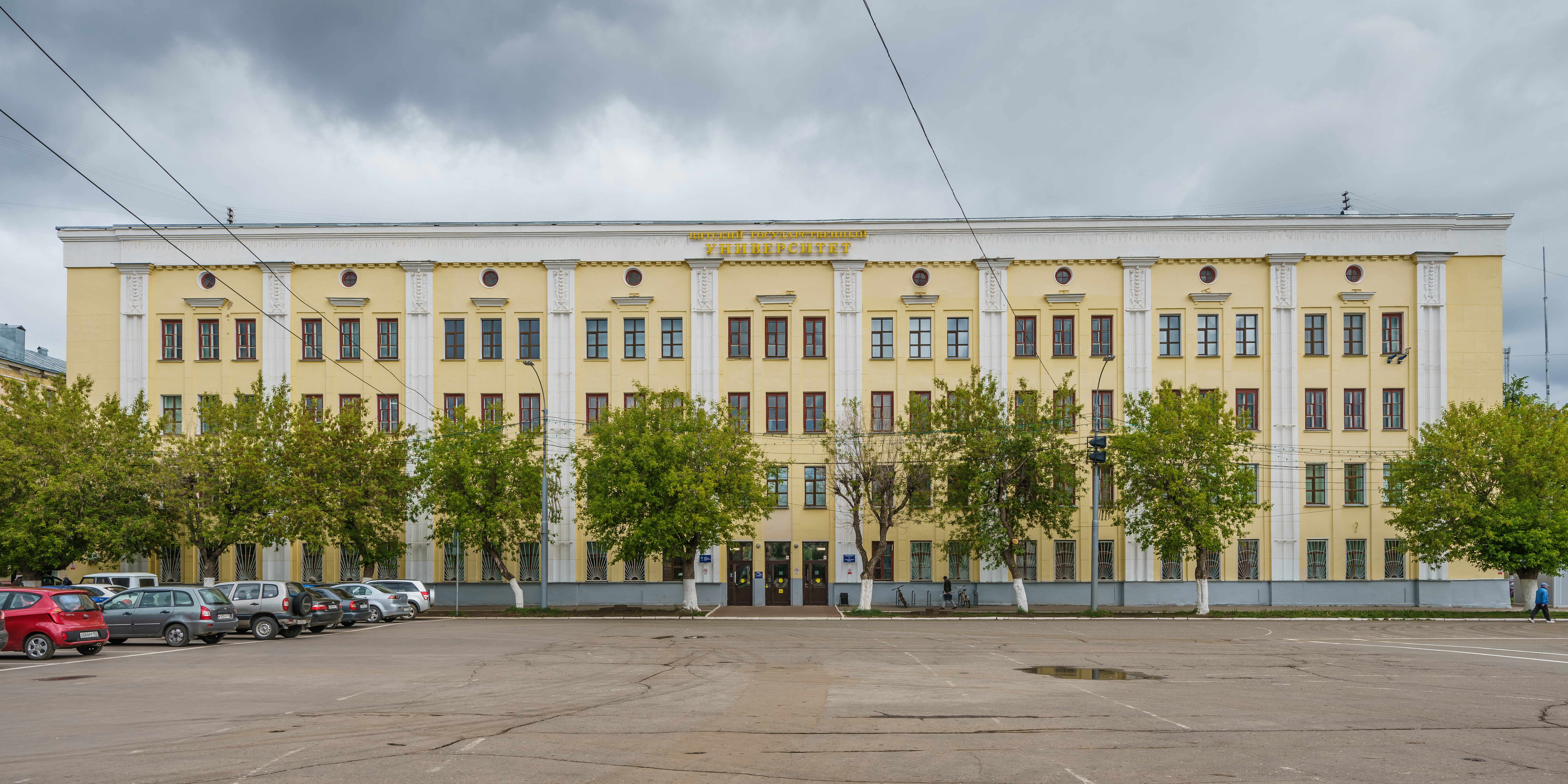
Второй корпус на Театральной площади

Университет насчитывает 8 институтов, объединяющих 13 факультетов и 65 кафедр.
Институт биологии и биотехнологии
Институт гуманитарных и социальных наук
- Факультет истории, политических наук и культурологии
- Факультет филологии и медиакоммуникаций
- Факультет лингвистики
- Факультет международного образования

Институт математики и информационных систем
- Факультет автоматики и вычислительной техники
- Факультет компьютерных и физико-математических наук

Политехнический институт
- Факультет технологий, инжиниринга и дизайна
- Факультет строительства и архитектуры
- Электротехнический факультет

Институт экономики и менеджмента
- Факультет менеджмента и сервиса
- Факультет экономики и финансов

Институт химии и экологии
Педагогический институт
- Факультет педагогики и психологии
- Факультет физической культуры и спорта

Юридический институт
Материально-техническая база ВятГУ: 23 учебных корпуса, кампус из 8 студенческих общежитий, коворкинги с зонами для обучения и отдыха, научная библиотека, лаборатории, издательский центр, ботанический сад, учебно-спортивный комплекс с плавательным бассейном и специализированными залами, санаторий-профилакторий для студентов и сотрудников, спортивно-оздоровительная база.
На базе Университета работает аспирантура и докторантура, функционирует объединённый совет по защите диссертаций.

## Студенческое научное общество
Студенческое научное общество (СНО) ВятГУ основано 13 апреля 1966 года в качестве объединения, включающего в себя студенческие научные кружки, клубы и бюро.
К концу 70-х годов на базе СНО была образована студенческая экспериментальная лаборатория микроэлектроники, а также студенческое архитектурно-конструкторское бюро.

## Ректоры вуза
Директора Вятского учительского института
- 1 (14) июля 1914 — 7 (20) марта 1917 — Александр Модестович фон-Вилькен (1874—1934)
- 16 (29) марта 1917 — 4 октября 1918 — Александр Алексеевич Григорьев

Председатели правления и президиума Совета Вятского педагогического института
- 4 октября 1918 — 1 апреля 1919 — Александр Алексеевич Григорьев
- 1 апреля 1919 — 20 апреля 1919 — (и. о.) Николай Андреевич Дернов (1891—1938)
- 20 апреля 1919 — 19 октября 1919 — Николай Александрович Желваков
- 19 октября 1919 — 9 сентября 1920 — Николай Андреевич Дернов (1891—1938)
- 9 сентября 1920 — 6 декабря 1921 — Николай Александрович Желваков

Ректора и директора Вятского института народного образования / Вятского педагогического института / Кировского государственного педагогического института им. В. И. Ленина
- 7 декабря 1921 — 17 ноября 1926 — ректор Николай Андреевич Дернов (1891—1938)
- 30 ноября 1926 — 28 февраля 1930 — ректор Михаил Александрович Фаворов (1885—1938)
- 1 марта 1930 — 15 сентября 1930 — директор Михаил Александрович Фаворов (1885—1938)
- 15 сентября 1930 — 15 декабря 1930 — директор Залман Аронович Шефтер (1898/1900—1943)
- 15 декабря 1930 — 28 апреля 1931 — директор Петр Николаевич Соколов
- 28 апреля 1931 — 15 февраля 1932 — директор Семен Иванович Завыленков
- 16 февраля 1932 — 15 августа 1936 — директор Михаил Афанасьевич Елсуков (1904—1941)
- 15 августа 1936 — 4 декабря 1936 — и. о. директора Иван Григорьевич Автухов (1884—?)
- 4 декабря 1936 — 20 марта 1938 — директор Павел Николаевич Шимбирев (1883—1960)
- 20 марта 1938 — 13 декабря 1943 — директор Филипп Сильвестрович Орешков (1899—?)
- 13 декабря 1943 — 25 сентября 1944 — и. о. директора Федор Федорович Нагибин (1909—1969)
- 20 октября 1944 — 4 октября 1952 — директор Александр Иванович Заручевский (1893—?)
- 5 октября 1952 — 15 июня 1957 — директор Николай Дмитриевич Ермилов (1910—?)
- 15 июня 1957 — 8 февраля 1963 — директор Петр Захарович Мосунов (1907—1990)
- 8 февраля 1963 — 30 декабря 1964 — ректор Александр Дмитриевич Шаров (1913—1980)
- 30 декабря 1964 — 7 апреля 1969 — ректор Василий Иванович Голубев (1914—1998)
- 7 апреля 1969 — 6 сентября 1979 — ректор Георгий Андреевич Глушков (1921—?)
- 6 сентября 1979 — 6 июля 1988 — ректор Василий Афанасьевич Патрушев (1929—1988)

Ректора Вятского государственного педагогического университета / Вятского государственного гуманитарного университета
- 6 октября 1988 — 13 мая 1999 — Аркадий Михайлович Слободчиков (1941—2019)
- 14 мая 1999 — 15 июля 2010 — Владимир Степанович Данюшенков (1951—)
- 16 июля 2010 — 14 марта 2016 — Валерий Теодорович Юнгблюд (1958—)

Ректора Вятского государственного университета
- 1963—1965 — Пётр Захарович Мосунов
- 1965—1973 — Борис Ильич Краснов
- 1973—1981 — Василий Яковлевич Клабуков
- 1981—2005 — Василий Михайлович Кондратов
- 2005—2009 — Евгений Васильевич Пименов
- С 2010 года — Валентин Николаевич Пугач